# なでしこ3on3
なでしこ3on3は、秋吉由美子の4コマ漫画作品。芳文社のまんがタイムスペシャルで2007年9-10月にゲスト掲載され、同年11月号より正式連載となり、2009年11月号まで連載された。

## 内容
恋愛成就のご利益があるといわれる神社とその参道にある昔ながらの雰囲気を残す商店街。そこに3人の女子からなる3 on 3のチームが誕生した。

## 登場人物
基本的には 3on3 のチームの3人と受付の男の4人で話が展開する。練習試合などで相手チームが登場することはあるが、レギュラー化している相手はいない。
チーム名は「ないすぼでぇ」という。英語の "Nice body" からきている。「スタイルがいい」という意味ではなく「素敵な仲間」という意味である。
野村玉緒
そば屋の娘。21歳。小学校から短期大学卒業までバスケットボールをやっていたため、3人の中で一番うまい。短大まで「勝つためのバスケ」をしていたため試合には乗り気になれなかった。体育会系の性格が染み付いていて悩んでいた時期があるが、元からそういう性格だと指摘されて納得している。
神戸みかご
神社の娘で巫女。21歳。中学校までは玉緒とコンビを組んでいたが、その後はブランクがある。男性の目を釘付けにするスタイルの持ち主。巫女なのに「神なんかいるわけない」と発言するなど、性格に大雑把な部分がある。
蔵田鞠子
甘味処の娘。19歳。中学校時代バスケ部で玉緒とみかごの後輩だったが、下手である。彼女が玉緒とみかごを口説いて3on3のチームが誕生した。小学生の弟がいる。チーム名「ないすぼでぇ」は彼女の提案によって決まった。
立花哲
せんべい屋の息子。年齢は20代後半。3人の試合の受付の窓口になっている。「参道一のスケベ兄貴」といわれるほどの女好きで、試合の受付を買って出たのは女の子との出会いを増やしたいからだといわれる。他の3人は知らなかったが、バスケットボールの経験もあり体力の低下した現在でもダンクシュートを決めるだけの技術を持っている（ただし、年齢のためあとで反動が来る）。鞠子に口説かれてチームの控え選手となる。